# 2013年联合国气候变化大会
2013年聯合國氣候變化大會是《聯合國氣候變化綱要公約》締約國第19次會議（COP19），也是《京都議定書》簽字國第9次會議（CMP9），於2013年11月11日至11月22日，在波蘭首都華沙舉行。
本次會議通過有27項 COP19決議、10項CMP9決議。其中重要的內容有：
1. 訂出各國應提交減量貢獻的期限。
2. 建立「華沙REDD+機制架構」。
3. 通過「華沙損失與損害機制」。
4. 推動市場機制多元發展趨勢等。

## 重要決議及執行

### 各國提交減量貢獻期限
依據大會決議，2014年3月大會將會發布最新的氣候協議；而後各國應在12月時先提交草案初稿，在2015年5月前提出正式草案。以便於在2015年年底前，讓談判成功結束。目前各國提交的期限及數字如後：
| 國別   | 減碳目標（各國原始目標）                                             | 減碳目標（以相較1990年水準換算）               | 原始文件               | 備註                                             |
| ------ | -------------------------------------------------------------------- | ---------------------------------------------- | ---------------------- | ------------------------------------------------ |
| 欧盟   | 相較於1990年排碳水準，2030年減排40%                                  | 2030年減排40%                                  | （页面存档备份，存于） |                                                  |
| 美国   | 相較於2005年排碳水準，2020年減排17%，2025年減排26-28%                | 2020年減排4%、2025年減排14-17%                 | （页面存档备份，存于） |                                                  |
| 加拿大 | 相較於2005年排碳水準，2030年減排30%                                  | 2030年增排6%                                   | （页面存档备份，存于） |                                                  |
| 俄羅斯 | 相較於1990年排碳水準，2025年減排25-30%                               | 2025年減排25-30%                               | （页面存档备份，存于） |                                                  |
| 挪威   | 相較於1990年排碳水準，2030年減排40%                                  | 2030年減排40%                                  | （页面存档备份，存于） |                                                  |
| 冰島   | 參與歐盟碳交易機制（EU ETS），與歐盟共同達成相較於1990年減少40%      | 不適用                                         | （页面存档备份，存于） | 冰島非歐盟成員國，但自2007年起加入歐盟碳交易機制 |
| 瑞士   | 相較於1990年排碳水準，2025年減排35%，2030年減排50%，2050年減排70-85% | 2025年減排35%，2030年減排50%，2050年減排70-85% | （页面存档备份，存于） | 全球第一個提交的國家                             |
| 墨西哥 | 2026年達碳排峰值；而後相較於2013年，2030年自主減排22%                |                                                | （页面存档备份，存于） | 屬開發中國家                                     |